# إلياس بورتون هولمز
إلياس بورتون هولمز (بالإنجليزية: Burton Holmes) هو مصور ومنتج أفلام ومخرج أمريكي، ولد في 1 أغسطس 1870 في شيكاغو في الولايات المتحدة، وتوفي في 22 يوليو 1958 في لوس أنجلوس في الولايات المتحدة.

## وصلات خارجية
- إلياس بورتون هولمز على موقع IMDb (الإنجليزية)
- إلياس بورتون هولمز على موقع ميوزك برينز (الإنجليزية)
- إلياس بورتون هولمز على موقع قاعدة بيانات برودواي على الإنترنت (الإنجليزية)
- إلياس بورتون هولمز على موقع قاعدة بيانات الأفلام السويدية (السويدية)
- إلياس بورتون هولمز على موقع كينوبويسك (الروسية)